# Gibraltarbugten
Gibraltarbugten eller Algecirasbugten er en bugt ud for den sydlige kyst på den Iberiske Halvø. Den er omkring 10 km lang og 8 km bred og dækker et areal på omkring 75 km²; dybden er op mod 400 m i bugtens centrum. Mod syd støder Gibraltarbugten op til Gibraltarstrædet og Middelhavet.
Kystlinjen omkring bugten er tæt befolket. Fra vest mod øst ligger ud til bugten de spanske byer Algeciras, Los Barrios, San Roque og La Línea de la Concepción samt det britiske oversøiske territorium Gibraltar. Størstedelen af kystlinjen er spansk, mens Gibraltar gør krav på en del af den østligste kyststrækning.
Yderpunkterne på bugten er mod vest og øst markeret af fyrtårnene på henholdsvis Punta Carnero vest for Algeciras og Europa Point (Europa Point-fyrtårnet) i Gibraltar. 

## Økologi og turisme
Bugten er yngleplads for flere delfinarter, specielt almindelige delfiner, stribede delfiner og øresvin, og den besøges også indimellem af hvaler på vandring. Bugten er et populært mål for hvaludflugtsskibe fra Algeciras og Gibraltar.
En anden stor magnet for turister er muligheden for scuba-dykning: Her tæller ud over bugtens natur under vandoverfladen også de mange skibsvrag og andre historiske efterladenskaber, der findes i bugten. Der findes blandt andet nedstyrtede fly, heriblandt et par Avro Shackleton-patruljefly samt nogle M4 Sherman-tanks fra anden verdenskrig foruden ankre fra fønikiske og romerske skibe.

## Industrialisering
Området rundt om Gibraltarbugten er stærkt industrialiseret med omfattende petrokemiske fabrikker i nærheden af San Roque (som et olieraffinaderi og en fabrik, der fremstiller rustfrit stål) og arbejdende havne i både Algeciras og Gibraltar. Bugtens vand bruges af et betydeligt antal mellemstore og store skibe, heriblandt olietankere og cargoskibe. Der foretages også omfattende tankning af skibene i området.

### Forurening
Som følge af dette industrimønster er forurening af såvel luften som havet et alvorligt problem i området. Miljøgrupper har forsøgt at gøre opmærksom på risiciene ved oliespild og andre typer forurening, især set i lyset af bugtens økologiske vigtighed. I maj 1998 skete der et radioaktivt udslip fra fabrikken, der fremstiller rustfrit stål. Radioaktiviteten blev ikke registreret på stedet, men blev senere målt i Frankrig, Italien, Schweiz, Tyskland og Østrig. Det radioaktive niveau var op imod 142 gange højere end normalt.
På grund af det store antal skibe, der passerer Gibraltarstrædet, er der altid en risiko for ulykker, og i de senere år har der været et mindre antal havarier i form af sunkne fartøjer, grundstødninger og kollisioner i både Gibraltar og Spanien med spildolie som resultat. 
Den seneste rapport fra Greenpeace om forurening i Spanien påpeger en "kronisk forurening" i Gibraltarbugten på grund af kulbrinter, ikke blot som følge af skibsulykker, men også som følge af dumpning af ballast, skib-til-skib tankning eller rensning af tankene i de store tankere eller fragtskibe. I 2009 har en række spanske og gibraltarske miljøorganisationer opfordret de tre parter, der er involveret i området (Spanien, Gibraltar og Storbritannien) om at skride til handling for at bevare Gibraltarbugten.

### CEPSA olieraffinaderiet
Olieraffinaderiet tilhørende det spanske firma Compañía Española de Petróleos giver fortsat anledning til bekymring for flere miljøgrupper, der arbejder tæt sammen. Således skete der i 2007 et særligt alvorligt svovludslip sammen med periodiske episoder med afbrænding af farlige stoffer. Virkningerne af disse forhold skabte uro og folkelige protester, hvilket fik den politiske ledelse af Andalusien til at sætte en uafhængig undersøgelse i gang med at undersøge disse hændelser.

### Bunker-olie
Den olie, der anvendes om bord på skibe, kaldes bunker-olie. 
Som følge af den geografiske placering er Gibraltar et af de vigtigste optankningshavne i Middelhavet sammen med den nærtliggende havn i Algeciras. Sammen med Ceuta på den afrikanske side af Gibraltarstrædet er disse havne det næststørste optankningsområde i Europa efter Amsterdam-Rotterdam-Antwerpen. I Gibraltar blev der i 2007 tanket 4,3 millioner tons bunker-olie mod blot 0,84 millioner tons i 1990, og tankning af bunker-olie er nu den vigtigste aktivitet i Gibraltar havn. Ud af de 8.351 havgående fartøjer, der lagde til i Gibraltar i 2007, blev 5.640 tanket op med bunker-olie. I Algeciras blev der i 2008 tanket omkring 2,4 millioner tons bunker-olie; ud af de 24.535 fartøjer, der lagde til i denne havn, tankede de 2.173 olie.

## Historie
Kystområdet ved Gibraltarbugten har været beboet i tusindvis af år, og bugten har været anvendt af handelsskibe i hvert fald i 3000 år. Det menes, at fønikerne havde en bebyggelse i nærheden af Gibraltar, og romerne anlagde byen Portus Alba ("Den hvide Havn") på det sted, hvor nutidens Algeciras ligger. Senere folkeslag, især maurerne og spanierne, anlagde også bebyggelser på kystlinjen i middelalderen og tidligt i moderne tid, heriblandt den stærkt befæstede og strategisk vigtige havn ved Gibraltar, som blev erobret af England i 1704.
Bugtens strategiske placering ved udmundingen af Middelhavet har gjort den til et omstridt farvand gennem tiderne. Her har fundet flere store søslag sted, blandt andet slaget ved Gibraltar (1607) og Algeciras-fremstødet (1801). Under anden verdenskrig afskød Italien i flere tilfælde menneskelige torpedoer fra Algeciras i forsøget på at sænke britiske fartøjer i Gibraltar havn, hvilket dog skete med varierende held som følge af kommandør Crabbs indsats.
I de senere år har der været (og fortsat er) en standende tvist mellem Spanien og Gibraltar om den britiske overhøjhed i Gibraltarbugten. Spanien nægter at anerkende britisk herredømme over bugten bortset fra en lille stribe rundt om Gibraltar havn, men Storbritannien slår på, at den normale 3 sømilegrænse er gældende rundt om Gibraltar med grænsen gående midt i bugten. Dette har skabt spændinger mellem de to parter, især i forbindelse med at spanske fiskere opererer i den del af bugten, som ifølge briterne hører til gibraltarsk farvand. Begge parter har underskrevet og er dermed bundet af FN's havretskonvention (UNCLOS), som angiver territoriale farvande. Efter at Gibraltars politi i 1998 arresterede nogle spanske fiskere er problemet så småt stilnet af; til gengæld har nogle skattesøgningsoperationer foretaget af Odessey Marine Exploration i farvandet været genstand for retssager i Florida.